# Biais des survivants
Ne doit pas être confondu avec Culpabilité du survivant.
Le biais des survivants est une forme de biais de sélection consistant à surévaluer les chances de succès d'une initiative en concentrant l'attention sur les sujets ayant réussi mais qui sont des exceptions statistiques (les « survivants ») plutôt que sur un échantillon représentatif.

## Histoire
Au Ve siècle av. J.-C., le philosophe athée Diagoras de Melos, cité par Cicéron dans De natura deorum et par 
Montaigne dans le onzième essai du livre I, semble avoir été le premier à attirer l’attention sur le raisonnement biaisé. Lorsqu'on lui montre les offrandes votives de naufragés ayant échappé à la mort grâce selon eux, à leurs prières adressées aux dieux, Diagoras fait remarquer que de nombreuses personnes étaient mortes en mer malgré leurs prières, mais que ces cas n'étaient pas commémorés.

## Exemples

### Architecture et construction
En architecture, les bâtiments de plus de cent ans encore debout donnent une fausse impression de « qualité de la construction d'antan » alors qu'ils ne représentent qu'une infime part de ce qui a été construit depuis l'invention de la construction, le reste s'étant écroulé ou ayant été démoli.

### Arts
La musique des périodes précédentes est souvent considérée comme meilleure que la musique actuelle. Cela pourrait être dû au fait que seule la meilleure musique des temps passés est toujours jouée et écoutée de nos jours alors que la musique contemporaine, qu'elle soit bonne ou mauvaise, est facilement accessible et diffusée. Ainsi, seule la survivance des meilleures musiques des temps passés crée un biais de perception.

### Célébrités
La mise en avant de personnes célèbres dans le show-business peut donner l'illusion que c'est un moyen facile d'accéder à la notoriété, alors qu'en réalité, les artistes qui percent ne représentent qu'une minorité et que la plupart restent toute leur carrière dans un relatif anonymat.

### Chats
Une étude réalisée en 1987 montre que les chats qui ont fait une chute d'une hauteur équivalente à moins de six étages et qui ont survécu ont des blessures plus graves que ceux qui sont tombés d'une hauteur plus élevée. Selon une hypothèse avancée pour expliquer cette différence, le stress de l'animal baisserait une fois la vitesse terminale atteinte, ce qui le rendrait plus souple au moment du contact avec le sol. Cependant, le phénomène trouve une explication plus simple dans le biais des survivants : il est beaucoup moins probable que les chats qui meurent à la suite d'une chute soient emmenés chez le vétérinaire que les chats qui ont seulement été blessés ; les statistiques recueillies par les vétérinaires ne prennent donc en compte que les survivants.

### Discriminations
Certaines personnes issues de populations discriminées peuvent parvenir à une forte notoriété ou à des postes à responsabilités. Le biais des survivants peut inciter à occulter le fait que ces cas sont très minoritaires et que la proportion des membres des populations concernées touchées par la précarité est bien plus importante que pour la population générale.
Autrement dit, l'exemple des membres de ces populations parvenant à cette forte notoriété peut être utilisé pour affirmer par exemple, que si un échantillon (aussi réduit soit-il) y parvient, alors la totalité le peut également.

### Finance et économie
Dans le domaine de la finance, le biais des survivants survient lors de l'exclusion des entreprises ayant fait faillite des études de performance. Ainsi, par exemple, si une étude évalue la performance des entreprises pour une certaine période, les entreprises n'ayant pas « survécu » à cette période seront exclues de l'étude.
En 1996, Elton, Gruber et Blake montrent que le biais des survivants est plus étendu dans le domaine des petits fonds mutuels que dans celui des gros, probablement en raison du plus grand nombre de faillites chez les petits.

### Militaire

Les endroits endommagés des avions revenus du front montrent les endroits où ils peuvent être touchés sans être détruits. Les avions endommagés aux autres endroits sont détruits et ne survivent pas.

Au cours de la Seconde Guerre mondiale, le statisticien Abraham Wald devait évaluer comment minimiser la perte de bombardiers sous le feu ennemi. En étudiant les dommages causés à des aéronefs revenus de mission, il a recommandé de blinder les endroits des appareils qui présentaient le moins de dommages. En effet, Wald avait constaté que les études précédentes ne tenaient compte que des aéronefs ayant « survécu » à leur mission, sans tenir compte de ceux qui avaient disparu. Ainsi, les endroits endommagés des aéronefs revenus représentaient les endroits où ces derniers pouvaient apparemment encaisser des dommages et réussir à rentrer à la base. La conclusion de Wald a donc été qu'il était plus probable qu'un avion endommagé à un autre endroit n'ait pas pu revenir de sa mission. En conséquence, ce sont ces endroits — ceux non endommagés chez les « survivants » — qui devraient être renforcés selon lui, et non les endroits endommagés,. Cependant, Marc-André Désautels de l’association mathématique du Québec précise qu’Abraham Wald n’avait aucune donnée sur les avions non revenus et que d'autres raisons possibles telles que le manque de carburant, l’avarie mécanique ou toute autre cause inconnue pouvaient avoir causé le crash. Le statisticien se devait donc de rester également lui-même prudent dans ses propres hypothèses et conclusions en raison de ces données manquantes.

### Production industrielle
Le biais des survivants entre souvent en cause pour expliquer certains lieux communs (parfois vrais aussi souvent faux) comme « les produits étaient mieux fabriqués avant » car cette assertion se base évidemment sur les objets artisanaux ou manufacturés qui ont survécu et ne tient absolument pas compte de tous ceux qui sont en décharge, à la poubelle ou recyclés depuis longtemps.
Bien que le biais des survivants puisse expliquer une part importante de l’idée commune que les vieux produits étaient plus solides et durables, d'autres effets peuvent entrer en jeu, tels que l'obsolescence programmée ou la suringénierie (en). Pour cette raison, il est difficile de réellement comparer deux produits dans le temps, et de déterminer, si globalement, la qualité est meilleure ou non. Les biens manufacturés évoluent constamment, les procédés industriels, les composants, matières, techniques également. Pour ces raisons, il est possible de concevoir et produire des produits durables également, mais la pression sur les coûts de production et les délais ont également augmenté, aboutissant à l'apparition de produits plus techniques, mais parfois plus éphémères. De manière générale, le consommateur a accès à des produits d'une durabilité au moins comparable à celle des produits des générations précédentes [source insuffisante]. Encore une fois, le biais des survivants fait que ne sont pris en considération que les produits ayant survécu au temps tandis que la masse d'objets de faible qualité et ayant disparu est ignorée.